# 烏克蘭宮站
烏克蘭宮站（羅馬化：Palats Ukraina,  （ⓘ））是基輔地鐵奧博隆-特列姆基線的一個車站，開通於1984年12月30日，站名取自於附近的烏克蘭規模最大的音樂廳烏克蘭宮。1991年之前，該站名為紅軍站（烏克蘭語：Червоноармійська）。

## 外部連結
- Kyivsky Metropoliten — Station description and photographs （乌克兰語）
- Metropoliten.kiev.ua — Station description and photographs （俄文）